# 지달수
지달수(池達洙, 1909년 8월 6일~1969년 5월 16일)는 대한민국의 독립운동가, 군인, 정치인이다.
대한광복군 총사령관 등을 지낸 백산 지청천 장군의 맏아들이며, 본관은 충주(忠州)이고, 흔히 일명으로는 이경옥(李景玉)·이달수(李達洙)라 불리우기도 했다.

## 생애
아버지 지청천을 따라 중화민국 국민정부 본토 시대 둥베이로 건너가서 지린 성 지린의 검성중학을 졸업하였다. 우창 현에서 농촌청년을 규합하여 청년회를 조직하여 항일독립사상을 고취했고 1931년 대한독립군에 들어가 총사령관인 지청천 밑에서 하사로 활동했으며 지린 성 지린 독립군 전투와 헤이룽장성 하얼빈 부 솽청 현 정일군 전투에 각각 참전했다. 1932년 항일 반만군과 연합하여 소대장이 되어 30차례 전투에 참가하기도 했다.
1933년 중국중앙군관학교 제2분교에서, 1934년 중국군관학교 뤄양분교 한국인특별반에 입학하여 군사교육을 받았다. 1936년 대한민국 임시정부에서 화북·평수지구공작단원으로 임명되어 활동하는 한편, 조선민족혁명당 중앙위원 겸 쑤이위안성 지구당위원장을 역임하다가 1940년 한국광복군 편성에 참가하여 총사령부 경리에 임명되었고, 이듬해 광복군 제2지대 예하 구대장으로 활약했다. 8·15 광복이 되자 귀국하여 미군정청에서 잠시 일하다가 대한민국 정부 수립 후 대한국민당 중앙위원, 민주국민당 중앙감찰위원, 한국광복군동지회 부회장, 대한독립동지회 상임위원장 등을 역임하였다. 1963년 건국훈장 독립장을 받았으며 1969년 5월 16일 서울대학병원에서 숙환으로 사망했다.

## 학력
- 중화민국 만저우 지역 지린 성 지린 젠청 중학교 졸업
- 중화민국 광둥 성 광저우 중앙군사정치학교 제2분교 특별반 졸업
- 중화민국 장쑤 성 난징 군사참모학교 육군특별반 졸업
- 중화민국 허난 성 뤄양 육군군사방위학교 졸업
- 대한민국 국방대학교 1기 행정학사(1956년 2월)

## 가족 및 친척 관계
- 아버지: 지청천
- 어머니: 윤용자
- 할아버지: 지재선
- 할머니: 경주 이씨 부인
- 남동생: 지정계
- 누이동생: 지복영
- 삼종조부: 지운영
- 삼종조부: 지석영

## 같이 보기
- 지청천
- 한국 광복군

## 참고 자료
- 한국역대인물 종합정보시스템 - 지달수[깨진 링크(과거 내용 찾기)]
- 지달수 : 독립유공자 공훈록 - 국가보훈처